# حياة واحدة للعيش
حياة واحدة للعيش, (بالإنجليزية: One Life to Live)‏ هو عبارة عن السلسلة التلفزيونية الدرامية من الأوبرا الصابونية الأمريكية من سلسلة توم راسينا وجيسيكا كلاين، التي بنيت على شبكة التلفزيونية بروسبيكت بارك في عام 2013. في 7 يناير 2013، قامت بروسبيكت بارك خطتها لمواصلة مسلسل حياة واحدة للعيش كما أن مدة الحلقة 25 دقيقة تبث يوميا على شبكة الإنترنت سلسلة هولو و آي تيونز عن طريق شبكة الإنترنت.

## الشخصيات
| الممثل          | الشخصية         |
| --------------- | --------------- |
| كوربن بلو       | جيفري كينغ      |
| ميليسا آرتشر    | ناتالي بوكهانان |
| كاسي ديبايفا    | بلير كريمر      |
| روبرت غوري      | ماثيو بوكهانان  |
| لورا هارير      | ديستاني إيفانز  |
| جوش كيلي        | كوتر وينتورث    |
| فلورنسيا لوزانو | تيا دلغادو      |
| كيلي مايسال     | دانييل مانينغ   |
| اريكا سليزاك    | فيكتوريا لورد   |
| روبن ستراسر     | دوريان لورد     |
| روبرت وودز      | بو بوكهانان     |

## الجوائز والترشيحات
فاز وترشح المسلسل العديد من الجوائز العالمية ومنها جائزة إيمي, وجائزة جلاد للإعلام  وغيرها من الجوائز العالمية الأخرى.

## وصلات خارجية
- الموقع الرسمي
- حياة واحدة للعيش على موقع IMDb (الإنجليزية)
- حياة واحدة للعيش على موقع ميتاكريتيك (الإنجليزية)
- حياة واحدة للعيش على موقع روتن توميتوز (الإنجليزية)
- حياة واحدة للعيش على موقع قاعدة بيانات الأفلام العربية
- حياة واحدة للعيش على موقع كينوبويسك (الروسية)
- حياة واحدة للعيش على موقع ألو سيني (الفرنسية)
- حياة واحدة للعيش على موقع قاعدة بيانات الفيلم (الإنجليزية)
- حياة واحدة للعيش في قاعدة بيانات الأفلام العربية
- حياة واحدة للعيش على موقع TV.com